# Trechnites trjapitzini
Trechnites trjapitzini är en stekelart som beskrevs av Sugonjaev 1968. Trechnites trjapitzini ingår i släktet Trechnites och familjen sköldlussteklar.
Artens utbredningsområde är:
- Kazakstan.
- Mongoliet.
- Uzbekistan.

Inga underarter finns listade i Catalogue of Life.